# 15.º Prêmio Jabuti
O 15º Prêmio Jabuti foi realizado em 1973, premiando obras literárias referentes a lançamentos de 1972.

## Prêmios
Os vencedores foram:
- Rubens Teixeira Scavone, Romance (Clube de Campo)
- Luiz Vilela, Contos/crônicas/novelas
- Lêdo Ivo, Poesia
- Gilberto Freyre, Estudos literários (Ensaio)
- Juarez Távora, Biografia e/ou memórias
- Anna Maria Martins, Autor revelação - Literatura adulta
- Lygia Bojunga Nunes, Literatura infantil
- Rui Ribeiro Franco, Ciências exatas
- Cândido Guinle de Paula, Melhor produção editorial
- Luiz Carlos Lisboa, Melhor crítica e/ou notícia literária jornais

## Ver Também
- Prêmio Prometheus
- Os 100 livros Que mais Influenciaram a Humanidade
- Nobel de Literatura